# 1998 w muzyce
Wydarzenia muzyczne w 1998 roku.

## Wydarzenia
- Utwór „Don’t Fence Me In” w wykonaniu Binga Crosby’ego i The Andrews Sisters został wprowadzony do Grammy Hall of Fame.
- Reaktywacja zespołu Modern Talking
- Geri Halliwell (Ginger Spice) odchodzi od Spice Girls
- Powstaje zespół Underoath
- Powstaje zespół hip-hopowy Paktofonika
- Litza odchodzi z Acid Drinkers
- Powstaje grupa Płomień 81
- Powstaje girlsband Sugababes
- Powstaje grupa Rzeczpospolita Polska Oi!

## Debiuty
- Anastacia
- Britney Spears
- Christina Aguilera
- Lauryn Hill
- Nightwish
- Pink
- 30 Seconds to Mars
- Xavier Naidoo
- ATB
- Jazztronik

## Urodzili się
- 1 stycznia – Ant Wan, szwedzki raper pochodzenia armeńskiego
- 4 stycznia – Coco Jones, amerykańska aktorka, piosenkarka, tancerka i raperka
- 9 stycznia – Kerris Lilla Dorsey, amerykańska aktorka i piosenkarka
- 11 stycznia – Louisa Johnson, brytyjska piosenkarka
- 14 stycznia – Brunzyn, holenderski raper
- 23 stycznia
  - XXXTentacion, właśc. Jahseh Dwayne Ricardo Onfroy, amerykański raper (zm. 2018)
  - Silentó, właśc. Richard Lamar Hawk, amerykański raper, piosenkarz i autor tekstów
- 26 stycznia – Moon Bin, południowokoreański piosenkarz, członek zespołu Astro (zm. 2023)
- 10 lutego – Ayesha Madon, australijska aktorka i piosenkarka
- 11 lutego – Khalid, amerykański piosenkarz i autor tekstów
- 15 lutego – Angelino, szwedzki piosenkarz
- 17 lutego – Morgenshtern, rosyjski raper, autor tekstów i youtuber
- 19 lutego
  - Lexii Alijai, amerykańska raperka (zm. 2020)
  - Chappell Roan, amerykańska piosenkarka i autorka tekstów
- 20 lutego
  - Corbin, amerykański raper, piosenkarz, autor tekstów i producent muzyczny
  - Gracey, brytyjska piosenkarka
  - Piotr Ryszard Pawlak, polski pianista
- 8 marca – Molly Sterling, irlandzka piosenkarka
- 9 marca – Soojin, południowokoreańska piosenkarka, raperka i tancerka
- 11 marca – Salena, austriacka piosenkarka i autorka tekstów
- 13 marca – Jack Harlow, amerykański raper, piosenkarz i autor tekstów
- 16 marca – Lil Keed, amerykański raper (zm. 2022)
- 18 marca
  - Jamie-Lee Kriewitz, niemiecka piosenkarka pop
  - Wes Nelson, brytyjski piosenkarz, raper i osobowość telewizyjna
- 19 marca – Sakura Miyawaki, japońska piosenkarka i aktorka, członkini zespołu Le Sserafim
- 24 marca – Ethel Cain, amerykańska piosenkarka, autorka tekstów, producentka muzyczna i modelka
- 31 marca – Cash Cobain, amerykański raper i producent muzyczny
- 3 kwietnia
  - Paris Jackson, amerykańska modelka, aktorka, piosenkarka, autorka tekstów i muzyk
  - Khayat, ukraiński piosenkarz i autor tekstów
- 15 kwietnia – Sexyy Red, amerykańska raperka i piosenkarka
- 20 kwietnia – Capo Plaza, włoski raper
- 21 kwietnia – Bedoes, właśc. Borys Piotr Przybylski, polski raper i autor tekstów
- 23 kwietnia – Chivas, właśc. Krystian Gierakowski, polski raper, piosenkarz, autor tekstów i producent muzyczny
- 24 kwietnia – Ryan Newman, amerykańska aktorka, piosenkarka i modelka
- 29 kwietnia – Agata Buczkowska, polska piosenkarka
- 1 maja – Mahalia, właśc. Mahalia Burkmar, brytyjska piosenkarka, autorka tekstów i aktorka
- 9 maja – Kenya Grace, brytyjska piosenkarka, autorka tekstów i producentka muzyczna pochodzenia południowoafrykańskiego
- 12 maja – BigXthaPlug, właśc. Xavier Landum, amerykański raper, autor tekstów i producent muzyczny
- 21 maja – Ari Ólafsson, islandzki piosenkarz
- 25 maja
  - Andrew Lambrou, australijski piosenkarz i tancerz pochodzenia grecko-cypryjskiego
  - Caity Gyorgy, kanadyjska piosenkarka jazzowa
- 26 maja – Wladimir Arzumanian, ormiański piosenkarz
- 30 maja – Sarah Bonnici, maltańska piosenkarka
- 31 maja – Milano, francuskio-niemiecki raper i piosenkarz pochodzenia marokańskiego
- 3 czerwca
  - ZieZie, brytyjski raper i piosenkarz
  - Myles Smith, brytyjski piosenkarz i autor tekstów
- 4 czerwca – Central Cee, właśc. Oakley Neil Caesar-Su, brytyjski raper, piosenkarz, autor tekstów i model
- 9 czerwca – Costi, fiński raper
- 18 czerwca
  - Patricia Janečková, słowacka śpiewaczka operowa (sopran) (zm. 2023)
  - Garry Mapanzure, zimbawejski piosenkarz (zm. 2023)
- 21 czerwca – Julio Foolio, amerykański raper (zm. 2024)
- 22 czerwca – Dagmara Bryzek, polska aktorka, tancerka i piosenkarka
- 29 czerwca – Gjon’s Tears, szwajcarski piosenkarz i autor tekstów albańskiego pochodzenia
- 2 lipca – Jacqline, szwedzka piosenkarka
- 8 lipca – Jaden Smith, amerykański aktor i piosenkarz
- 15 lipca – JayDaYoungan, amerykański raper i piosenkarz (zm. 2022)
- 17 lipca – Arilena Ara, albańska piosenkarka
- 23 lipca – Houdini, kanadyjski raper (zm. 2020)
- 8 sierpnia – Shawn Mendes, kanadyjski piosenkarz pop
- 9 sierpnia – Ooes, rosyjska piosenkarka, autorka tekstów i muzyk
- 13 sierpnia – Young Leosia, polska piosenkarka, raperka, autorka tekstów, realizatorka dźwięku i DJ-ka
- 14 sierpnia – Doechii, amerykańska raperka, piosenkarka i autorka tekstów
- 17 sierpnia – Ilinca Băcilă, rumuńska piosenkarka specjalizująca się w jodłowaniu
- 18 sierpnia – Clairo, amerykańska piosenkarka i autorka tekstów
- 24 sierpnia – Robin Packalen, fiński piosenkarz
- 25 sierpnia
  - China Anne McClain, amerykańska aktorka i piosenkarka
  - Abraham Mateo, hiszpański piosenkarz, autor tekstów i aktor
- 26 sierpnia – Jeon So-yeon, południowokoreańska raperka, piosenkarka i producentka muzyczna, członki zespołu (G)I-DLE
- 27 sierpnia – Rod Wave, amerykański raper, piosenkarz i autor tekstów
- 28 sierpnia – Sylwia Przybysz, polska piosenkarka i youtuberka
- 29 sierpnia
  - Adam Kamieniecki, polski śpiewak, baryton
  - Bizarrap, argentyński DJ i producent muzyczny
- 31 sierpnia – BossMan Dlow, amerykański raper
- 6 września – Michele Perniola, włoski piosenkarz
- 8 września – Esther Graf, austriacka piosenkarka i autorka tekstów
- 9 września – Dystinct, belgijsko-marokański piosenkarz, autor tekstów i producent muzyczny
- 25 września – Mallrat, australijska piosenkarka, raperka i muzyk
- 1 października – Tima Belorusskih, białoruski piosenkarz, raper i autor tekstów piosenek
- 3 października – Leonora Colmor Jepsen, duńska łyżwiarka figurowa, trenerka sportowa, choreografka, piosenkarka i autorka tekstów
- 4 października – Clavish, właśc. Cian Francis William Wright, brytyjski raper
- 14 października – Nina Chuba, niemiecka aktorka, piosenkarka i raperka
- 18 października – Tream, niemiecki raper i piosenkarz
- 22 października – Roddy Ricch, amerykański raper, piosenkarz i producent muzyczny
- 24 października – Daya, właśc. Grace Martine Tandon, amerykańska piosenkarka, autorka tekstów i producentka muzyczna
- 25 października
  - Lee Know, południowokoreański piosenkarz i tancerz, członek zespołu Stray Kids
  - Felix Sandman, szwedzki piosenkarz
- 1 listopada – Rachel Chinouriri, brytyjska piosenkarka i autorka tekstów
- 2 listopada – Nadav Guedj, izraelski piosenkarz
- 7 listopada – Kim Hong-joong, południowokoreański wokalista, raper, kompozytor, członek zespołu Ateez
- 11 listopada – Kamil Pacholec, polski pianista
- 12 listopada – Omar Rudberg, wenezuelsko-szwedzki piosenkarz i aktor
- 13 listopada – Erika Sirola, fińska piosenkarka
- 16 listopada – Hannah Mae, holenderska piosenkarka i autorka tekstów
- 21 listopada – Jan-Rapowanie, polski raper i autor tekstów
- 23 listopada
  - Yakary, właśc. Can Sacik, niemiecki raper
  - Jvck James, właśc. James Anderson, brytyjski piosenkarz i autor tekstów
- 24 listopada – LiAngelo Ball, amerykański koszykarz i raper
- 2 grudnia – Juice Wrld, właśc. Jarad Anthony Higgins, amerykański raper, piosenkarz i autor tekstów (zm. 2019)
- 5 grudnia – Conan Gray, amerykański piosenkarz, autor tekstów i youtuber
- 7 grudnia – Tony Yike Yang, kanadyjski pianista
- 10 grudnia – ATL Jacob, właśc. Jacob Denzal Canady, amerykański producent muzyczny, raper i autor tekstów
- 11 grudnia – Ash Grey(inne języki), brytyjski piosenkarz
- 15 grudnia – Cavetown(inne języki), właśc. Robin Daniel Skinner, brytyjski piosenkarz, autor tekstów, producent muzyczny i youtuber
- 19 grudnia – Frans, szwedzki piosenkarz
- 22 grudnia
  - G Hannelius, amerykańska aktorka, piosenkarka i autorka tekstów
  - Latto, właśc. Alyssa Michelle Stephens, amerykańska raperka, piosenkarka i autorka tekstów
- 23 grudnia – Julia Wieniawa, polska aktorka, piosenkarka i prezenterka telewizyjna
- 24 grudnia – Declan McKenna, brytyjski piosenkarz i autor tekstów
- 27 grudnia – Emani 22, amerykańska piosenkarka (zm. 2021)

## Zmarli
- 5 stycznia – Sonny Bono, amerykański producent muzyczny, wokalista, aktor i polityk (ur. 1935)
- 11 stycznia – Mieczysław Mierzejewski, polski kompozytor i dyrygent (ur. 1905)
- 15 stycznia – Junior Wells, amerykański wokalista i harmonijkarz bluesowy (ur. 1934)
- 17 stycznia – Ludwik Kurkiewicz, polski klarnecista i pedagog muzyczny (ur. 1906)
- 19 stycznia – Carl Perkins, amerykański piosenkarz i gitarzysta związany z gatunkami country i rock and roll (ur. 1932)
- 22 stycznia – Regina Pisarek, polska piosenkarka (ur. 1939)
- 26 stycznia – Shinichi Suzuki, japoński skrzypek i pedagog, twórca metody Suzuki w edukacji muzycznej (ur. 1898)
- 31 stycznia – Karol Stryja, polski dyrygent i pedagog (ur. 1915)
- 6 lutego
  - Falco, austriacki wokalista, pianista, gitarzysta i autor tekstów (ur. 1957)
  - Carl Wilson, amerykański muzyk rockowy związany z zespołem The Beach Boys (ur. 1946)
- 14 lutego – Halina Kowalska, polska wiolonczelistka (ur. 1913)
- 24 lutego – Miff Görling, szwedzki puzonista jazzowy i kompozytor muzyki filmowej (ur. 1909)
- 7 marca – Leonie Rysanek, austriacka śpiewaczka operowa (sopran) (ur. 1926)
- 27 marca – Kornel Michałowski, polski bibliograf, bibliotekarz i muzykolog (ur. 1923)
- 5 kwietnia – Cozy Powell, brytyjski perkusista znany m.in. z Rainbow i Black Sabbath (ur. 1947)
- 11 kwietnia – Iwan Czeriepnin, amerykański kompozytor, dyrygent i pedagog rosyjskiego pochodzenia (ur. 1943)
- 12 kwietnia – Andrzej Szymańczak, polski perkusista, muzyk zespołu Kult (ur. 1968)
- 15 kwietnia – Tony Astarita, włoski piosenkarz pop (ur. 1945)
- 17 kwietnia – Linda McCartney, żona Paula i jego wspólniczka w duecie Wings (ur. 1941)
- 20 kwietnia – Zdzisław Zawadzki, polski gitarzysta basowy, muzyk zespołów Breakout i Perfect (ur. 1952)
- 30 kwietnia – Roman Maciejewski, polski kompozytor (ur. 1910)
- 2 maja – Hideto Matsumoto, japoński muzyk, gitarzysta, wokalista i kompozytor rockowy (ur. 1964)
- 5 maja
  - Ton Bruynèl, holenderski kompozytor (ur. 1934)
  - Tommy McCook, jamajski saksofonista i kompozytor, muzyk sesyjny, współzałożyciel i wieloletni lider zespołu The Skatalites (ur. 1927)
  - Adam Rieger, polski pianista, muzykolog i pedagog (ur. 1909)
- 10 maja – Clara Rockmore, rosyjsko-amerykańska skrzypaczka i thereministka pochodzenia litewsko-żydowskiego (ur. 1911)
- 14 maja – Frank Sinatra, amerykański wokalista (ur. 1915)
- 31 maja – Stanisław Wisłocki, polski kompozytor, dyrygent i pianista (ur. 1921)
- 11 czerwca
  - Władysław Kiepura, polski śpiewak operowy (tenor) (ur. 1904)
  - Lucia Valentini Terrani, włoska śpiewaczka operowa (mezzosopran) (ur. 1948)
- 30 czerwca – Renato Capecchi, włoski śpiewak operowy (baryton) (ur. 1923)
- 14 lipca – Herman David Koppel, duński kompozytor i pianista pochodzenia żydowskiego (ur. 1908)
- 17 lipca – Lamberto Gardelli, włoski dyrygent (ur. 1915)
- 23 lipca – André Gertler, węgierski skrzypek i pedagog muzyczny (ur. 1907)
- 25 lipca – Wiktor Babuszkin, radziecki i rosyjski kompozytor, twórca muzyki filmowej (ur. 1930)
- 3 sierpnia – Alfred Schnittke, kompozytor, pianista, teoretyk muzyki i pedagog pochodzenia rosyjsko-niemiecko-żydowskiego (ur. 1934)
- 13 sierpnia – Nino Ferrer, francuski piosenkarz, kompozytor i producent muzyczny (ur. 1934)
- 16 sierpnia – Alain Marion, francuski flecista (ur. 1938)
- 21 sierpnia – Henryk Fabian, polski wokalista i kompozytor bigbitowy (ur. 1942)
- 9 września – Lucio Battisti, włoski piosenkarz i kompozytor (ur. 1943)
- 14 września – Frankie Yankovic, amerykański muzyk, wokalista, akordeonista, aranżer i kompozytor pochodzenia słoweńskiego (ur. 1915)
- 16 września – Andrzej Trzaskowski, polski kompozytor, pianista, dyrygent, publicysta i krytyk muzyczny (ur. 1933)
- 21 września – Włodzimierz Dębski, polski kompozytor, malarz, folklorysta i regionalista (ur. 1922)
- 26 września – Betty Carter, amerykańska wokalistka jazzowa (ur. 1929)
- 9 października – Anatol Vieru, rumuński kompozytor, dyrygent i muzykolog (ur. 1926)
- 24 października – Anatoli Garšnek, estoński kompozytor i pedagog (ur. 1918)
- 29 października – Paul Misraki, francuski kompozytor muzyki filmowej (ur. 1908)
- 9 listopada – Roman Cycowski, polski śpiewak, aktor (ur. 1901)
- 10 listopada – Jerzy Dobrzański, polski dyrygent, kompozytor (ur. 1928)
- 11 listopada – Gérard Grisey, francuski kompozytor (ur. 1946)
- 20 listopada – Roland Alphonso, jamajski saksofonista i kompozytor, muzyk sesyjny, współzałożyciel i wieloletni członek zespołu The Skatalites (ur. 1931)
- 21 listopada – Tadeusz Paciorkiewicz, polski kompozytor, organista i pedagog (ur. 1916)
- 14 grudnia – Johann Cilenšek, niemiecki kompozytor (ur. 1913)

## Albumy

### polskie
- Akustycznie – Budka Suflera
- Alone – Mr. Gil
- Angels’ Dreams – Quidam
- Artur Gadowski – Artur Gadowski
- Beata – Beata Kozidrak
- Bezsenne noce – Harlem
- Change in Form – Aya RL
- Cree – Cree
- Czarno – Maciej Balcar
- Czego się gapisz – Mr. Zoob
- Dżem w operze – Dżem
- The Eye of Horus – Decapitated
- Follow the Sun – R.A.P.
- Foto – Formacja Nieżywych Schabuff
- Gold – Chłopcy z Placu Broni
- Gold – Oddział Zamknięty
- Goya – Goya
- High Proof Cosmic Milk – Acid Drinkers
- Illusion 6 – Illusion
- Jaszczurka – Pati Yang
- Każda chwila – Antonina Krzysztoń
- Klasykotronika – Władysław Komendarek
- Klucz – Maanam
- Kolędy – Jacek Lech
- Kolędy polskie część 2 – Eleni
- Koncert ’97 – Jacek Kaczmarski
- Łowcy głów – Lady Pank
- Magia Serc – Zdzisława Sośnicka
- Masakra – Republika
- Miejska strona księżyca – Stare Dobre Małżeństwo
- Między nami – Jacek Kaczmarski
- Milena – Nosowska
- Moje przeboje – Banda i Wanda
- Muzyka od środka – Wojciech Waglewski
- Najstarsze przymierze 83-88 – Gedeon Jerubbaal
- Ostateczny krach systemu korporacji – Kult
- Oov Oov – Voo Voo
- P.O.L.O.V.I.R.U.S. – Kury
- Partia – Partia
- Pełna obaw – Kasia Kowalska
- Portret – Mech
- Portret – Rezerwat
- Samsara – Czan
- Skandal – Molesta
- Skórka pomarańczy – Martyna Jakubowicz
- Słabo? – TPN 25
- Sny aniołów – Quidam
- Spectrum – Ziyo
- Statek kosmiczny – Ścianka
- Styropian – Pidżama Porno
- Super Business Woman – Stenia Kozłowska
- Supernova – Urszula
- Szeptem – Anna Maria Jopek
- T.R.I.P. – O.N.A.
- To, co naprawdę – Anita Lipnicka
- Varran Strikes Back – Alive!!! – Acid Drinkers
- W 63 minuty dookoła świata – Kaliber 44
- W samo południe – Alians
- Wodospady – Edyta Bartosiewicz
- Wy to ja ’98 (EP) – Aya RL
- X – Robert Gawliński
- Zakręcona – Reni Jusis
- Zaśpiewajmy poległym żołnierzom – Rejestracja
- Ziemia jest płaska – Dezerter
- Złość – Krystyna Prońko
- Żal za... – Pod Budą

### zagraniczne
- …Baby One More Time – Britney Spears
- Absent Lovers: Live in Montreal 1984 – King Crimson
- Adore – The Smashing Pumpkins
- Back for Good – Modern Talking
- BBC Sessions – Jimi Hendrix
- Behind the Front – The Black Eyed Peas
- Believe – Cher
- Best of ’98 – C.C. Catch
- The Best of 1980–1990 – U2
- Boggy Depot – Jerry Cantrell
- The Bootleg Series Vol. 4: Bob Dylan Live 1966, The „Royal Albert Hall” Concert – Bob Dylan
- Chef Aid: The South Park Album
- Coup de Grace – The Stranglers
- The Crown Jewels wyd. USA – Queen
- Crystal Planet – Joe Satriani
- Dance of the Headless Bourgeoisie – Nomeansno
- Diabolus in Musica – Slayer
- Dondestan (Revisited) – Robert Wyatt
- End Hits – Fugazi
- Festival of Atheists – D.O.A.
- Flesh of My Flesh, Blood of My Blood – DMX
- Follow the Leader – Korn
- Garage Inc. – Metallica
- Into the Sun – Sean Lennon
- It’s Dark and Hell Is Hot – DMX
- La Llorona – Lhasa de Sela
- Life in 1472 – Jermaine Dupri
- Liquid Tension Experiment – Liquid Tension Experiment
- Live 1970 – Soft Machine
- Maghroumeh – Najwa Karam
- The Masterplan – Oasis
- The Miseducation of Lauryn Hill – Lauryn Hill
- Money, Power & Respect – The Lox
- My Love Is Your Love – Whitney Houston
- Oceanborn – Nightwish
- Odyssey Through O2 – Jean-Michel Jarre
- Precious – Hikaru Utada
- The Professional – DJ Clue
- Psycho Circus – KISS
- Queen Rocks (VHS z teledyskami) – Queen
- Queens of the Stone Age – Queens of the Stone Age
- Ray of Light – Madonna
- Rhinoplasty – Primus
- S’il suffisait ’aimer – Céline Dion
- Shut ’Em Down – Onyx
- The Singles 86>98 – Depeche Mode
- Siren – Heather Nova
- The Sound of Perseverance – Death
- Strange Brotherhood – New Model Army
- Supposed Former Infatuation Junkie – Alanis Morissette
- System of a Down – System of a Down
- These Are Special Times – Céline Dion
- Times of Grace – Neurosis
- Vain Glory Opera – Edguy
- VH1 Storytellers: Johnny Cash & Willie Nelson – Johnny Cash i Willie Nelson
- Virtual XI – Iron Maiden
- Virtually – Soft Machine
- Vovin – Therion
- War & Peace Vol. 1 (The War Disc) – Ice Cube
- Without You I’m Nothing – Placebo
- Yield – Pearl Jam
- Youth Is Wasted on the Young – Twelve Caesars
- Live at the Sands Hotel – Dean Martin (wydanie pośmiertne)

## Muzyka poważna
- Powstaje String Quartet No. 4 Lukasa Fossa

## Film muzyczny
- Idol (Velvet Goldmine)

## Nagrody
- Fryderyki 1998[1]
- Konkurs Piosenki Eurowizji 1998
  - „Diva”, Dana International
- 17 października – Grand Prix Jazz Melomani 1997, Łódź, Polska
- Mercury Prize, Wielka Brytania: Gomez – album Bring It On